# Dauer-Brems-Limiter
Der Dauer-Brems-Limiter (DBL) ist eine Sicherheitseinrichtung in Bussen, die die Beschleunigung des Fahrzeugs über eine vorgegebene Geschwindigkeit hinaus verhindern soll. Sie dient der Sicherheit der Insassen vor überhöhter Geschwindigkeit auf Gefällstrecken und soll Strafgelder für den Fahrzeuglenker verhindern, in dem sie auf Gefällstrecken mittels Retarder überhöhte bzw. unzulässige Geschwindigkeiten rechtzeitig verhindert.